# Henrique Silva Milagres
Henrique Silva Milagres (Río de Janeiro, 25 de abril de 1994), conocido solo como Henrique, es un futbolista brasileño. Juega de defensa y su equipo es el Turan Tovuz de la Liga Premier de Azerbaiyán.

## Trayectoria
Henrique comenzó su carrera en las inferiores del Vasco da Gama desde 2003. Formó parte del primer equipo entre 2013 y 2021.
El 29 de junio de 2021 fichó por tres años con el Olympique de Lyon de la Ligue 1 de Francia.
El 11 de marzo de 2025 se hizo oficial su fichaje hasta final de temporada por el Real Valladolid C. F. de España. La siguiente se unió al Turan Tovuz azerí por dos años.

## Estadísticas
Actualizado al último partido disputado el 24 de mayo de 2025.
| Club                           | Div.          | Temporada     | Liga  | Liga  | Liga estatal | Liga estatal | Copas nacionales | Copas nacionales | Copas internacionales | Copas internacionales | Total | Total |
| Club                           | Div.          | Temporada     | Part. | Goles | Part.        | Goles        | Part.            | Goles            | Part.                 | Goles                 | Part. | Goles |
| ------------------------------ | ------------- | ------------- | ----- | ----- | ------------ | ------------ | ---------------- | ---------------- | --------------------- | --------------------- | ----- | ----- |
| Vasco da Gama · Brasil         | 1.ª           | 2013          | 11    | 0     | 0            | 0            | 1                | 0                | —                     | —                     | 12    | 0     |
| Vasco da Gama · Brasil         | 2.ª           | 2014          | 1     | 0     | 3            | 0            | 0                | 0                | —                     | —                     | 4     | 0     |
| Vasco da Gama · Brasil         | 1.ª           | 2015          | 0     | 0     | 0            | 0            | 2                | 0                | —                     | —                     | 2     | 0     |
| Vasco da Gama · Brasil         | 2.ª           | 2016          | 11    | 0     | 3            | 0            | 3                | 0                | —                     | —                     | 17    | 0     |
| Vasco da Gama · Brasil         | 1.ª           | 2017          | 21    | 0     | 12           | 0            | 3                | 0                | —                     | —                     | 36    | 0     |
| Vasco da Gama · Brasil         | 1.ª           | 2018          | 24    | 0     | 9            | 0            | 2                | 0                | 9                     | 0                     | 44    | 0     |
| Vasco da Gama · Brasil         | 1.ª           | 2019          | 21    | 0     | 3            | 0            | 0                | 0                | —                     | —                     | 24    | 0     |
| Vasco da Gama · Brasil         | 1.ª           | 2020          | 29    | 0     | 8            | 0            | 6                | 1                | 3                     | 0                     | 46    | 1     |
| Vasco da Gama · Brasil         | Total club    | Total club    | 118   | 0     | 38           | 0            | 17               | 1                | 12                    | 0                     | 185   | 1     |
| Olympique de Lyon Francia      | 1.ª           | 2021-22       | 18    | 0     | —            | —            | —                | —                | 4                     | 0                     | 22    | 0     |
| Olympique de Lyon Francia      | 1.ª           | 2022-23       | 7     | 0     | —            | —            | 3                | 0                | —                     | —                     | 10    | 0     |
| Olympique de Lyon Francia      | 1.ª           | 2023-24       | 11    | 1     | —            | —            | 2                | 0                | —                     | —                     | 13    | 1     |
| Olympique de Lyon Francia      | Total club    | Total club    | 36    | 1     | 0            | 0            | 5                | 0                | 4                     | 0                     | 45    | 1     |
| Real Valladolid C. F. · España | 1.ª           | 2024-25       | 5     | 0     | —            | —            | —                | —                | —                     | —                     | 5     | 0     |
| Real Valladolid C. F. · España | Total club    | Total club    | 5     | 0     | 0            | 0            | 0                | 0                | 0                     | 0                     | 5     | 0     |
| Turan Tovuz Azerbaiyán         | 1.ª           | 2025-26       | 0     | 0     | —            | —            | 0                | 0                | —                     | —                     | 0     | 0     |
| Turan Tovuz Azerbaiyán         | Total club    | Total club    | 0     | 0     | 0            | 0            | 0                | 0                | 0                     | 0                     | 0     | 0     |
| Total carrera                  | Total carrera | Total carrera | 159   | 1     | 38           | 0            | 22               | 1                | 16                    | 0                     | 235   | 2     |

## Palmarés

### Títulos estatales
| Título             | Club          | Estado         | Año  |
| ------------------ | ------------- | -------------- | ---- |
| Campeonato Carioca | Vasco da Gama | Río de Janeiro | 2015 |
| Campeonato Carioca | Vasco da Gama | Río de Janeiro | 2016 |